# Delage D8-120
La Delage D8-120 est un modèle automobile de grand luxe de la marque Delage fabriquée entre 1936 et 1939 par Delahaye.

## Historique
Basée sur un châssis court, la D8-120 est la version sport de la D8-100.
La D8-120 est la dernière Delage à moteur 8 cylindres. Celui-ci a été conçu par Delahaye.
Présentée pour la première fois au Salon de Paris 1936 sous la forme d'un coach Aérosport sans montant central dû au carrossier Letourneur et Marchand, la D8-120 est l'une des plus belles Delage.
En février 1937, apparaît une deuxième génération conservant le même style mais plus large et plus basse avec des marchepieds séparés et utilisant un châssis surbaissé et allégé.
Au salon, est exposé un exemplaire effilé unique réalisé par Pourtout .
Début 1938, la D8-120 est remplacée par la D8-120 S dont la cylindrée est portée à 4 743 cm3 (27 CV).
À cause de la guerre, la fabrication cesse définitivement. Certains châssis ne seront carrossés qu'après la Libération.